# Peripeplus bracteosus
Peripeplus bracteosus är en måreväxtart som först beskrevs av William Philip Hiern, och fick sitt nu gällande namn av Ernest Marie Antoine Petit. Peripeplus bracteosus ingår i släktet Peripeplus och familjen måreväxter. Inga underarter finns listade i Catalogue of Life.